# Ökumenisches Heiligenlexikon
Das Ökumenische Heiligenlexikon (ÖHL) ist ein unabhängiges, überkonfessionelles privates Internetprojekt des evangelischen Pfarrers Joachim Schäfer aus Stuttgart, das als Ziel hat, das Leben der Heiligen, Seligen und gedenkwürdigen Personen in ökumenischer Ausrichtung darzustellen. Es handelt sich nicht um eine wissenschaftliche Ressource.

## Lexikon
Das Ökumenische Heiligenlexikon ist seit dem 14. September 1998 online verfügbar.
Das Internetprojekt war 2004 die umfangreichste deutschsprachige Website zu Lebensgeschichten und Legenden über christliche Heilige. Grundlage der Zusammenstellung sind allgemein zugängliche Quellen sowie hagiografische und kirchengeschichtliche Nachschlagewerke. Die aufgefundenen Informationen werden von Freiwilligen, die keinen wissenschaftlichen Anspruch erheben, zusammengetragen. Sie lesen auch Korrektur. Das Projekt versteht sich als konfessionsübergreifende Plattform, die Heilige aller christlichen Strömungen berücksichtigt. Zahlenmäßig überwiegen allerdings die im deutschsprachigen Raum bekannteren Viten römisch-katholischer Heiliger.
Im August 2023 umfasste das Lexikon mehr als 10.000 Biografien von Personen, die als heilig, selig oder aufgrund ihrer Lebensgeschichte verehrt werden, sowohl katholische und orthodoxe Heilige und Selige als auch Personen aus den altorientalischen Kirchen – also der armenischen, koptischen, äthiopisch-orthodoxen und assyrischen Kirche. Auch werden die Viten in protestantischen und anglikanischen Kirchen Verehrter beschrieben. So soll laut Schäfer der interreligiöse Dialog und das Verständnis unterschiedlicher Traditionen gefördert werden. Bei gut 500 Biografien sind zudem Originaltexte und Zitate hinzufügt, zusammengestellt vom emeritierten Abt der Benediktinerabtei St. Stephan in Augsburg, Emmeram Kränkl.

## Kritik und Lob
Die Heiligenviten des Lexikons seien durchgehend knapp gehalten, urteilte im Jahr 2004 die bereits erwähnte religionswissenschaftliche Rezension von Peter J. Bräunlein. Abgesehen von gelegentlichen Hinweisen auf die Catholic Encyclopedia (Forschungsstand 1912), das Biographisch-Bibliographische Kirchenlexikon oder den catholic information service der Kolumbusritter fehlten Quellenverweise. Dementsprechend richte „sich das Ökumenische Heiligenlexikon nicht an Fachwissenschaftler“, was es allerdings auch ausdrücklich nicht für sich in Anspruch nimmt. „Und selbst für Lehrer und Schüler der Fächer Philosophie, Ethik, Religion dürfte der Gewinn eher bescheiden ausfallen, zumal die bloße Kenntnis eines Heiligennamens, seines Patronats und einiger legendenhafter Überlieferungen nicht sehr viel über religions- und profangeschichtliche Zusammenhänge aussagt.“
Das Internetportal katholisch.de der römisch-katholischen Kirche in Deutschland bezeichnet „besonders für schwierige Fälle“ der Suche nach Namenspatronen das Ökumenische Heiligenlexikon als „hilfreich“ und nennt es „die wohl umfangreichste Quelle für Heilige aller christlichen Traditionen“.
Die digitale Mediathek rpi-virtuell für Religionspädagoginnen und -pädagogen urteilt: „Diese Internetseite bietet umfassende Informationen zu allen Heiligen, Feiertagen u.a.m. Die Homepage führt den aktuellen Tagesheiligen auf. Für den Religionsunterricht als Vorbereitungs- und Informationsseite überaus nützlich!“